# Sjuman
Sjuman är en holme mellan Asperö och Köpstadsö i Göteborgs södra skärgård. Sjuman har återfunnits år 1847 för laga skifte upprättad karta över hemmanet Asperö nr 1.